# Hilda di Lussemburgo (1897-1979)
Hilda di Lussemburgo (nome completo in francese Hilda Sophie Marie Adélaïde Wilhelmine; Colmar-Berg, 15 febbraio 1897 – Colmar-Berg, 8 settembre 1979) è stata granduchessa ereditaria di Lussemburgo dal 1919 al 1921.

## Biografia

### Giovinezza

#### Infanzia e interessi

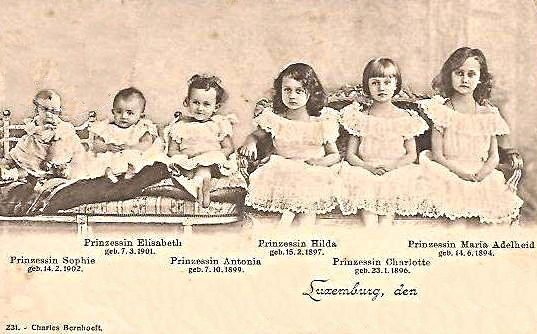
La principessa Hilda, quarta da sinistra, con le sorelle nel 1902

Hilda, così chiamata in onore dell'unica zia paterna, nacque nel castello di Berg in Lussemburgo, dal granduca ereditario Guglielmo e da Maria Anna di Braganza. In quanto terzogenita era sorella minore di Maria Adelaide e Carlotta, ma venne succeduta dalle sorelle Antonia, Elisabetta e Sofia.
Alla sorella Carlotta fu particolarmente legata, alleandosi spesso con lei per organizzare scherzi. Hilda ebbe da subito modo di mostrare il suo carattere, considerato capriccioso rispetto a quello delle altre sorelle, che si diceva avesse ereditato dalla famiglia portoghese della madre.
I suoi molteplici interessi, che spaziavano dall'ambito intellettuale e scientifico a quello sportivo, venivano considerati poco convenzionali per una donna regale. Era infatti una grande amante delle attività all'aria aperta, appassionata di tennis, botanica e agricoltura, a sfavore dei più noiosi incarichi di corte.
Con le sorelle fece parte della prima generazione di reali lussemburghesi a studiare la lingua e la cultura nazionali, che venivano loro impartite dalla signora Marie Knaff.

#### Tentativi di nozze ed erede presunta

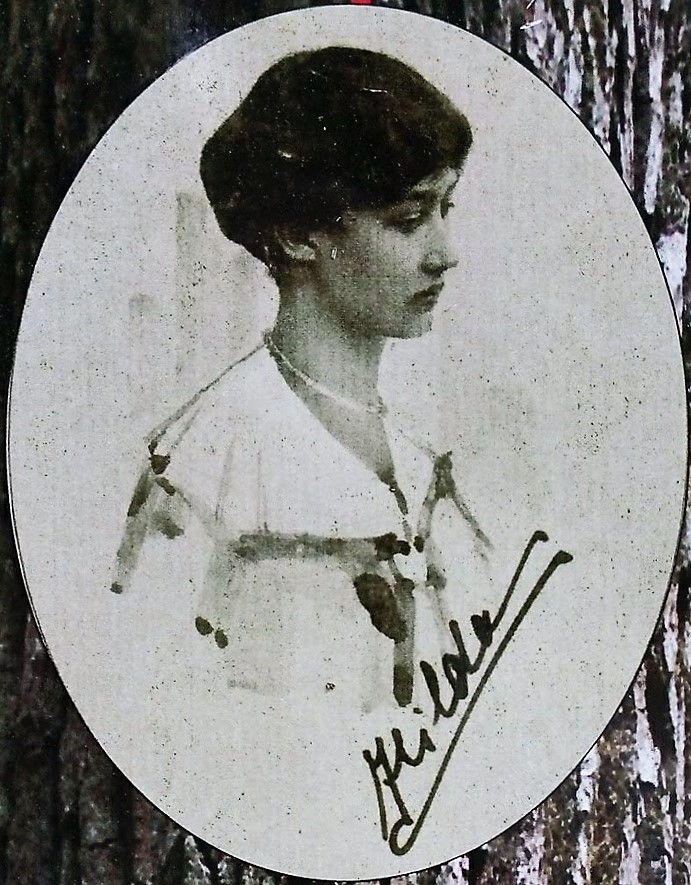
La principessa Hilda nel 1918

Durante l'occupazione del Lussemburgo nella prima guerra mondiale girava voce che gli occupanti tedeschi fossero interessati ad ammogliarsi con le principesse lussemburghesi. Una proposta di matrimonio fu avanzata dal principe Sigismondo di Prussia, bisnipote della regina Vittoria, che era intenzionato a sposare Hilda.
La giovane principessa, poco propensa a maritarsi, minacciò di entrare in convento per farsi monaca, come fece la granduchessa Maria Adeladie dopo aver abdicato in seguito alla fine dell'occupazione. Fu proprio con l'abdicazione della sorella maggiore che Hilda divenne la presunta erede al trono, in quanto la ventitrenne Carlotta, ora granduchessa, non aveva ancora figli.
Nel 1920 si fidanzò con il principe Filippo Alberto di Württemberg, con il quale condivideva la passione per l'agricoltura. Il fidanzamento fallì poco dopo, a causa del malcontento della popolazione che alla fine della prima guerra mondiale non vedeva di buon occhio un principe tedesco come marito dell'erede al trono.
Hilda in verità non mostrò mai alcun interesse per il ruolo di granduchessa ereditaria, che perse nel giro di tre anni quando nacque suo nipote Giovanni. Nel 1922, col matrimonio della sorella Elisabetta, rimase l'unica figlia non sposata. Fu allora accennato un possibile matrimonio con il principe Edoardo del Regno Unito, mai preso seriamente in considerazione a causa delle differenze religiose dei due.

### Matrimonio

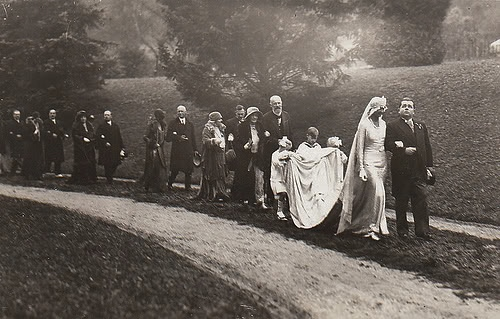
Le nozze di Hilda e del principe Adolfo di Schwarzenberg a Colmar-Berg

Alla fine Hilda si maritò nel castello di nascita il 29 ottobre 1930, con Adolfo di Schwarzenberg. La relazione tra i due era basata sugli interessi per la botanica e la fauna selvatica, tanto che viaggiarono in luna di miele in Africa, tra Sudan e Congo.
Tuttavia preferirono di gran lunga il Kenya, dove nel 1933 fecero un contratto di locazione nella contea di Laikipia per acquisire una fattoria, che chiamarono in seguito Mpala Farm. Da allora si dedicarono a modernizzare l'agricoltura, a tutelare alcune aree boschive e supervisionarono la costruzione di una diga, di una centrale elettrica e di un ponte oggi noto come Princess Hilda Bridge.
La coppia non ebbe figli, ma ebbero con i nipoti dei legami affettivi molto solidi, trascorrendo insieme il tempo anche nella loro fattoria in Kenya.

### L'opposizione al nazismo
Durante gli anni del Terzo Reich Hilda e il marito mantennero ferme ideologie antinaziste e vennero considerati antitedeschi dalle autorità. Perciò nel 1940 le proprietà di Adolfo I furono sequestrate. La coppia lasciò la Cecoslovacchia occupata, per stanziarsi nella loro villa a Bordighera, in Italia.
In seguito si trasferirono in una residenza degli Schwarzenberg nella neutrale Svizzera, per arrivare a New York, negli Stati Uniti d'America, il 17 aprile 1941, volando sull'Atlantic Clipper. Durante lo spostamento i due coniugi viaggiarono come cittadini svizzeri, insistendo per vedersi annullati i titoli principeschi.

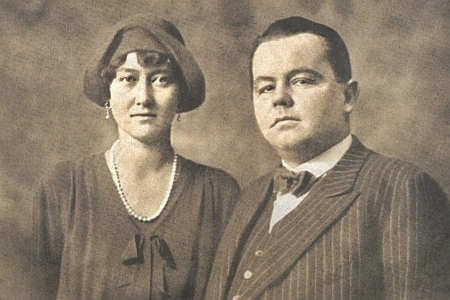
Hilda e Adolfo negli anni '30

Per oltre quattro anni la coppia abitò nel Vermont, nella Coaching Lane Estates a Brownsville, nella contea di Windsor, comprendente 2.000 acri di terreno. Hilda tornò per breve tempo a New York per assistere la madre, che morì nel 1942, con la sorella Carlotta. Tornò con il marito in Europa nel 1945 e dopo che non furono restituite loro le proprietà cecoslovacche tornarono a vivere in Kenya a Mpala Farm, che videro l'ultima volta nel Natale del 1949.

### Ultimi anni e morte
Nel 1950 Hilda, tornata a Bordighera, rimase vedova del marito. Decise allora di tornare in Lussemburgo, dalla famiglia della sorella Carlotta. Nel 1952 vendette Mpala Farm, che è oggi un centro di ricerca e di conservazione della fauna selvatica e della biodiversità noto come Mpala Research Centre.
Morì al castello di Berg, a 82 anni di età, l'8 settembre 1979. Fu tumulata nel giardino caustrale di Murau, dove già venne sepolto il marito.

## Titoli e trattamento
- 15 febbraio 1897 - 14 gennaio 1919: Sua Altezza Granducale, la principessa Hilda di Lussemburgo, principessa di Nassau
- 14 gennaio 1919 - 5 gennaio 1921: Sua Altezza Granducale, la granduchessa ereditaria di Lussemburgo, principessa di Nassau
- 5 gennaio 1921 - 29 ottobre 1930: Sua Altezza Granducale, la principessa Hilda di Lussemburgo, principessa di Nassau
- 29 ottobre 1930 - 1⁰ ottobre 1938: Sua Altezza Granducale, la principessa ereditaria di Schwarzenberg, principessa di Lussemburgo, principessa di Nassau
- 1⁰ ottobre 1938 - 27 febbraio 1950: Sua Altezza Granducale, la principessa di Schwarzenberg, principessa di Lussemburgo, principessa di Nassau
- 27 febbraio 1950 - 8 settembre 1979: Sua Altezza Granducale, la principessa vedova di Schwarzenberg, principessa di Lussemburgo, principessa di Nassau

## Ascendenza
|                                           |                            |                                             | Genitori                                       |  |  | Nonni |  |  | Bisnonni            |  |  | Trisnonni                             |  |
|                                           |                            |                                             |                                                |  |  |       |  |  | Guglielmo di Nassau |  |  | Federico Guglielmo di Nassau-Weilburg |  |
|                                           |                            |                                             |                                                |  |  |       |  |  | Guglielmo di Nassau |  |  | Federico Guglielmo di Nassau-Weilburg |  |
|                                           |                            | Luisa Isabella di Kirchberg                 |                                                |  |  |       |  |  | Guglielmo di Nassau |  |  |                                       |  |
| Adolfo di Lussemburgo                     |                            |                                             |                                                |  |  |       |  |  | Guglielmo di Nassau |  |  |                                       |  |
|                                           |                            | Luisa di Sassonia-Hildburghausen            | Federico di Sassonia-Altenburg                 |  |  |       |  |  |                     |  |  |                                       |  |
|                                           |                            | Luisa di Sassonia-Hildburghausen            | Federico di Sassonia-Altenburg                 |  |  |       |  |  |                     |  |  |                                       |  |
|                                           |                            | Luisa di Sassonia-Hildburghausen            | Carlotta di Meclemburgo-Strelitz               |  |  |       |  |  |                     |  |  |                                       |  |
| Guglielmo IV di Lussemburgo               |                            | Luisa di Sassonia-Hildburghausen            |                                                |  |  |       |  |  |                     |  |  |                                       |  |
|                                           |                            | Federico Augusto di Anhalt-Dessau           | Federico di Anhalt-Dessau                      |  |  |       |  |  |                     |  |  |                                       |  |
|                                           |                            | Federico Augusto di Anhalt-Dessau           | Federico di Anhalt-Dessau                      |  |  |       |  |  |                     |  |  |                                       |  |
|                                           |                            | Federico Augusto di Anhalt-Dessau           | Amalia d'Assia-Homburg                         |  |  |       |  |  |                     |  |  |                                       |  |
| Adelaide Maria di Anhalt-Dessau           |                            | Federico Augusto di Anhalt-Dessau           |                                                |  |  |       |  |  |                     |  |  |                                       |  |
|                                           |                            | Maria Luisa Carlotta d'Assia-Kassel         | Guglielmo d'Assia-Kassel                       |  |  |       |  |  |                     |  |  |                                       |  |
|                                           |                            | Maria Luisa Carlotta d'Assia-Kassel         | Guglielmo d'Assia-Kassel                       |  |  |       |  |  |                     |  |  |                                       |  |
|                                           |                            | Maria Luisa Carlotta d'Assia-Kassel         | Luisa Carlotta di Danimarca                    |  |  |       |  |  |                     |  |  |                                       |  |
| Hilda di Lussemburgo                      |                            | Maria Luisa Carlotta d'Assia-Kassel         |                                                |  |  |       |  |  |                     |  |  |                                       |  |
|                                           | Giovanni VI del Portogallo | Pietro III del Portogallo                   |                                                |  |  |       |  |  |                     |  |  |                                       |  |
|                                           | Giovanni VI del Portogallo | Pietro III del Portogallo                   |                                                |  |  |       |  |  |                     |  |  |                                       |  |
|                                           | Giovanni VI del Portogallo | Maria I del Portogallo                      |                                                |  |  |       |  |  |                     |  |  |                                       |  |
| Michele I del Portogallo                  | Giovanni VI del Portogallo |                                             |                                                |  |  |       |  |  |                     |  |  |                                       |  |
|                                           |                            | Carlotta Gioacchina di Borbone-Spagna       | Carlo IV di Spagna                             |  |  |       |  |  |                     |  |  |                                       |  |
|                                           |                            | Carlotta Gioacchina di Borbone-Spagna       | Carlo IV di Spagna                             |  |  |       |  |  |                     |  |  |                                       |  |
|                                           |                            | Carlotta Gioacchina di Borbone-Spagna       | Maria Luisa di Borbone-Parma                   |  |  |       |  |  |                     |  |  |                                       |  |
| Maria Anna di Braganza                    |                            | Carlotta Gioacchina di Borbone-Spagna       |                                                |  |  |       |  |  |                     |  |  |                                       |  |
|                                           |                            | Costantino di Löwenstein-Wertheim-Rosenberg | Carlo Tommaso di Löwenstein-Wertheim-Rosenberg |  |  |       |  |  |                     |  |  |                                       |  |
|                                           |                            | Costantino di Löwenstein-Wertheim-Rosenberg | Carlo Tommaso di Löwenstein-Wertheim-Rosenberg |  |  |       |  |  |                     |  |  |                                       |  |
|                                           |                            | Costantino di Löwenstein-Wertheim-Rosenberg | Sofia di Windisch-Grätz                        |  |  |       |  |  |                     |  |  |                                       |  |
| Adelaide di Löwenstein-Wertheim-Rosenberg |                            | Costantino di Löwenstein-Wertheim-Rosenberg |                                                |  |  |       |  |  |                     |  |  |                                       |  |
|                                           |                            | Agnese di Hohenlohe-Langenburg              | Carlo Ludovico I di Hohenlohe-Langenburg       |  |  |       |  |  |                     |  |  |                                       |  |
|                                           |                            | Agnese di Hohenlohe-Langenburg              | Carlo Ludovico I di Hohenlohe-Langenburg       |  |  |       |  |  |                     |  |  |                                       |  |
|                                           |                            | Agnese di Hohenlohe-Langenburg              | Amalia Enrichetta di Solms-Baruth              |  |  |       |  |  |                     |  |  |                                       |  |
|                                           |                            | Agnese di Hohenlohe-Langenburg              |                                                |  |  |       |  |  |                     |  |  |                                       |  |